# Stettlen
Stettlen är en ort och kommun i distriktet Bern-Mittelland i kantonen Bern, Schweiz. Kommunen har 3 425 invånare (2023).